# ズーク
ズーク（Zouk）は、グアドループやマルティニークなどのフランス領アンティルを発祥地とする音楽のジャンルである。ズークというジャンルを確立させたのは、クレオール言語を話すブラック・カリブである。ズークの歌の多くはアンティル系のクレオール（フランス語系）で歌われる。小アンティル諸島のクレオール言語において、Zouk は「パーティ」「祭」という意味があるが、19世紀にカリブ海諸島に広まったポーランドのダンス音楽、マズルカのことをさすこともしばしばある。ズークは発祥地のアンティルのみならず、カナダのケベック州やフランスなど、フランス語が公用語である地域で広く親しまれている。またアフリカでも、フランス語圏で人気のあるジャンルである。

## 特徴

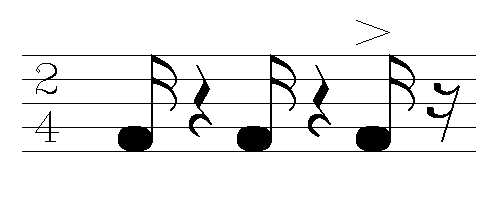
ズークのリズム

打ち込みを多用した徹底的なスタジオワークが特徴であり、単純なフレーズを繰り返すワーク・ソング風な音楽も多い。また、ビギンなどクレオール語の伝統音楽を大胆に取りれたルーツ志向の強い音楽である。

## 発祥
キューバ音楽が20世紀に入っても発展を遂げた一方で、1960年代頃までマルティニークなどの小アンティル諸島の音楽は停滞していたとされる。
しかし1960年代後半に入り、ハイチで流行した音楽ジャンルであるコンパ（Compas）に、ビギン（Biguine）を取り入れたカダンス（Kadans）というジャンルが小アンティル諸島で生まれた。
1970年代に入り、ドミニカからカダンスにソウル、レゲエを取り入れたリプソが出現しフレンチ・カリビアンの音楽界に衝撃を与え、クレオール語で歌われるカリビアン音楽の登場が待望された。
1978年、パリのスタジオでピエール・エドゥアール・デシムスが当時アンティーユに流れていたさまざまな音楽を元に、新しいダンス・ミュージックを誕生させた。その時のレコーディングメンバーを元に1979年にカッサヴ（Kassav'）が結成され、1984年に「ズークだけが俺たちのクスリさ」をヒットさせた。
その後、ズークはR&Bやレゲエの影響を受け、ゆっくりとしたテンポでより歌謡性の高いズーク・ラヴへと展開した。ズークのサウンドはメレンゲやソカといった他のの音楽ジャンルにも影響を与え、1990年代に入った後もフレンチ・カリビアンの音楽に一定の地位を保っている。
日本でも、カッサヴやマラヴォワ（Malavoi）といったアーティストにより、ズークという音楽が紹介された。

## ズークのアーティスト
- カッサヴ（フランス語版）
- フランキー・ヴィンセント（Francky Vincent）
- マラヴォワ
- Jocelyne Labylle
- Zouk Machine
- Joëlle Ursull